# Владыкино (Калининский район)
Влады́кино — село в Калининском районе Саратовской области России. Входит в состав Свердловского муниципального образования. Основано в 1776 году.

## География
Село находится в центрально-южной части Саратовского Правобережья, в пределах Окско-Донской равнины, в степной зоне, на автодороге Калининск — Жирновск, на расстоянии примерно 21 км к юго-востоку от города Калининск, административного центра района. Абсолютная высота — 160 м над уровнем моря.
Климат
Климат характеризуется как умеренно континентальный с холодной малоснежной зимой и сухим жарким летом. Среднегодовая температура воздуха — 4,1 — 4,5 °C. Средняя многолетняя температура самого холодного месяца (января) составляет −12,6 — −12,1 °С (абсолютный минимум — −41 °С), температура самого тёплого (июля) — 20,8 — 21,4 °С (абсолютный максимум — 40 °С). Среднегодовое количество атмосферных осадков — 375—450 мм, из которых более половины (200—260 мм) выпадает в период с апреля по октябрь. Снежный покров держится в среднем 142 дня в году.
Часовой пояс
Село Владыкино, как и вся Саратовская область, находится в часовой зоне МСК+1. Смещение применяемого времени относительно UTC составляет +4:00.

## Население
| 2010 |
| ---- |
| 36   |

Национальный состав
Согласно результатам переписи 2002 года, в национальной структуре населения русские составляли 75 % из 79 чел.